# جوناثان فاست
جوناثان فاست (بالإنجليزية: Jonathan Fast)‏ (13 أبريل 1948، نيويورك في الولايات المتحدة)؛ روائي أمريكي.